# Zerach di Giuda
Zerach è uno dei due figli di Giuda e Tamar, e gemello di Fares. Lui e il fratello nacquero dopo che il padre scambiò la nuora per una prostituta. La storia è narrata nel Libro della Genesi nel capitolo 38.

## Racconto biblico
Genesi 38,27-30
Quando giunse per lei il momento di partorire, ecco, aveva nel grembo due gemelli. Durante il parto, uno di loro mise fuori una mano e la levatrice prese un filo scarlatto e lo legò attorno a quella mano, dicendo: "Questi è uscito per primo". Ma poi questi ritirò la mano, ed ecco venne alla luce suo fratello. Allora ella esclamò: "Come ti sei aperto una breccia?" e fu chiamato Fares. Poi uscì suo fratello, che aveva il filo scarlatto alla mano, e fu chiamato Zerach.

## Altre nomine
Oltre al testo di Genesi viene nominato anche nelle genealogie di Davide nel Libro di Ruth e nei Vangeli di Luca e Matteo nella genealogia di Gesù.
| Controllo di autorità | VIAF (EN) 4160161030925123920009 · GND (DE) 122450481X |